# Famille Zinoviev
Cette page explique l’histoire ou répertorie les différents membres de la famille Zinoviev.
La famille Zinoviev (en russe : Зиновьев) est une famille de la noblesse russe.

## Histoire

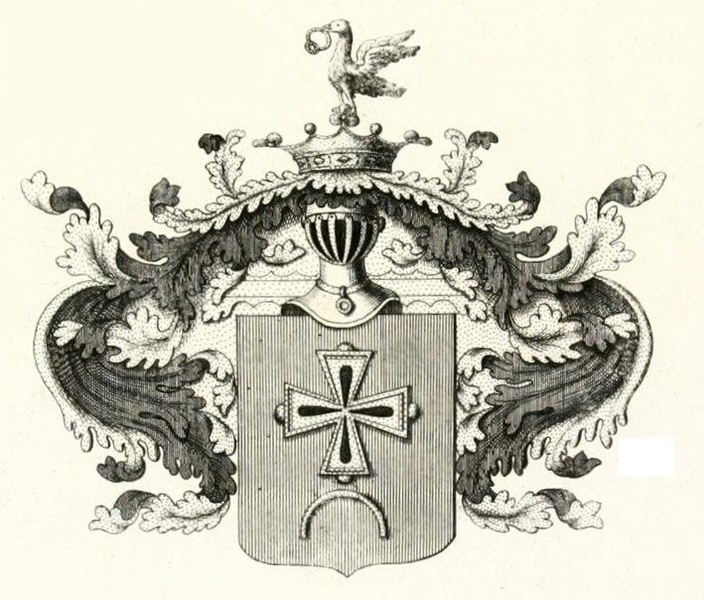
Blason de la famille Zinoviev

Famille descendante de Zinovi Zinovitch Bratachinsky, un despote (titre médiéval balkanique) serbe qui vivait au XIVe siècle en Etolie. Après la conquête ottomane (1371), ses enfants s’établirent dans le grand-duché de Lituanie.
En 1395, l’un d’entre eux, Alexandre Zinovitch fut chargé par le roi Vitold de Lituanie d’escorter sa fille auprès du grand prince de Moscou, Vassili Ier, qu’elle devait épouser. Alexandre Zinovitch reçut de Vassili Ier des terres dans le gouvernement d’Orel, d’où la branche russe des Zinoviev.
Au XVe siècle, il est fait mention d’un Ivan Zinoviev, boyard du grand prince de Moscou Ivan III, qui est envoyé, en 1474 et en 1481, combattre les Allemands à Pskov.

## Personnalités
- Alexandre Dmitrievitch Zinoviev (1854-1931), homme politique russe, gouverneur civil de la province de Saint-Pétersbourg (1903-1911), membre du Conseil d’État de l'Empire russe (1911-1917)
- Lydia Dimitrievna Zinovieva-Annibal (1866-1907), écrivain et dramaturge de l'« Âge d'argent » russe